# FC Klaipėda
FC Klaipėda este un club de fotbal din Klaipėda, Lituania. 

## Participări în campionatele lituaniene
| Sezon | Div. | Liga   | Locul | @     |
| ----- | ---- | ------ | ----- | ----- |
| 2010  | 1.   | A lyga | 8.    | [ 1 ] |
| 2011  | 1.   | A lyga | 12.   | [ 2 ] |